# Публій Фурій Філ
Пу́блій Фу́рій Філ (лат. Publius Furius Philus; ? — 213 до н. е.) — політичний, державний і військовий діяч Римської республіки, консул 223 року до н. е.

## Життєпис
Походив з патриціанського роду Фуріїв. Про молоді роки його, батьків згадок не збереглося.
У 223 році до н. е. його було обрано консулом разом з Гаєм Фламінієм. Разом з колегою повинен був воювати проти галльського племені інсумбрів у північній Італії. Проте сенат оголосив вибори консулів недійсними. Фурій підкорився волі сенату на відміну від Фламінія, який продовжив бойові дії і розбив ворогів.
У 216 році до н. е. став претором перегріном (відповідальним за переміщенням іноземців). Після поразки римлян під Каннами закликав сенат до оборони. Того ж року отримав командуванням над флотом у Сицилії. Під час одного з рейдів до узбережжя Африки був тяжко поранений й повернувся на базу до Лілебею.
У 214 році до н. е. його було обрано цензором разом із Марком Атілієм Регулом. Під час своєї каденції багатьох сенаторів виключив із складу сенату на неналежну поведінку. Того ж року його було обрано до колегії авгурів. 
Помер у 213 році до н. е., будучи начальником кінноти.